# Rick Schroder
Rick Schroder (Staten Island (New York), 13 april 1970) is een Amerikaans acteur.
In zijn tienerjaren speelde hij af en toe mee in films, waaronder The Champ, met Jon Voight en Faye Dunaway. Hij speelde als T.J., waarbij z'n vader bokser was en die alles deed om T.J. een gelukkig leven te geven.
Door zijn rol als T.J. won hij een Golden Globe voor 'New Star of the Year in a Motion Picture'.
In 1980 speelde hij de rol van Cedric Errol in de ook als kerstfilm zeer populair geworden remake van Little Lord Fauntleroy. Als enig overgebleven erfgenaam kwam hij met zijn moeder uit Amerika terug om zijn grootvader op te volgen als "Graaf van Dorincourt".  Cedric zou leren wat het is om graaf te zijn, maar eigenlijk leerde hij zijn norse grootvader, gespeeld door Sir Alec Guinness, om menselijker te zijn.
Later kreeg hij een serieuze rol aangeboden bij NYPD Blue, als detective Danny Sorenson.
Toen zijn vrouw Andrea Bernard een vierde kind kreeg, stopte hij halsoverkop met NYPD Blue om meer tijd door te brengen bij zijn gezin. Er zijn echter ook geruchten dat hij schrik had na de aanslagen in New York op 11/09 want zijn laatste rol was op 22 mei 2001. Hij was eigenlijk terug verwacht op de set op 6 november 2001 maar daagde niet op.
Hij heeft officieel meegegeven dat hij meer tijd wilde doorbrengen met zijn familie in de Amerikaans staat Montana.
De namen van zijn kinderen: Holden (1992) (genoemd naar William Holden, met wie hij samen in de film The Earthling speelde), Luke (1993), Cambrie (1997) en Faith Anne (2001).
Hij keerde terug op tv in de serie 24 als Mike Doyle, waarin onder andere ook Kiefer Sutherland te zien is.
- Biblioteca Nacional de España: XX1613527
- Bibliothèque nationale de France: cb13940748w (data)
- Gemeinsame Normdatei: 141526297
- International Standard Name Identifier: 0000 0001 1438 3290
- Library of Congress Control Number: n86111204
- Nationale Bibliotheek van Tsjechië: xx0175567
- Nationale Bibliotheek van Polen: a0000001276908
- Nederlandse Thesaurus van Auteursnamen: 07049195X
- Virtual International Authority File: 14962860
- WorldCat: E39PBJxRHy48mDCCBpchTYj6Kd